# Forte de Sacavém
Das Forte de Sacavém (offiziell Reduto de Monte Cintra) ist eine Festung in der portugiesischen Stadt Sacavém, nicht weit entfernt von Lissabon.

## Lage

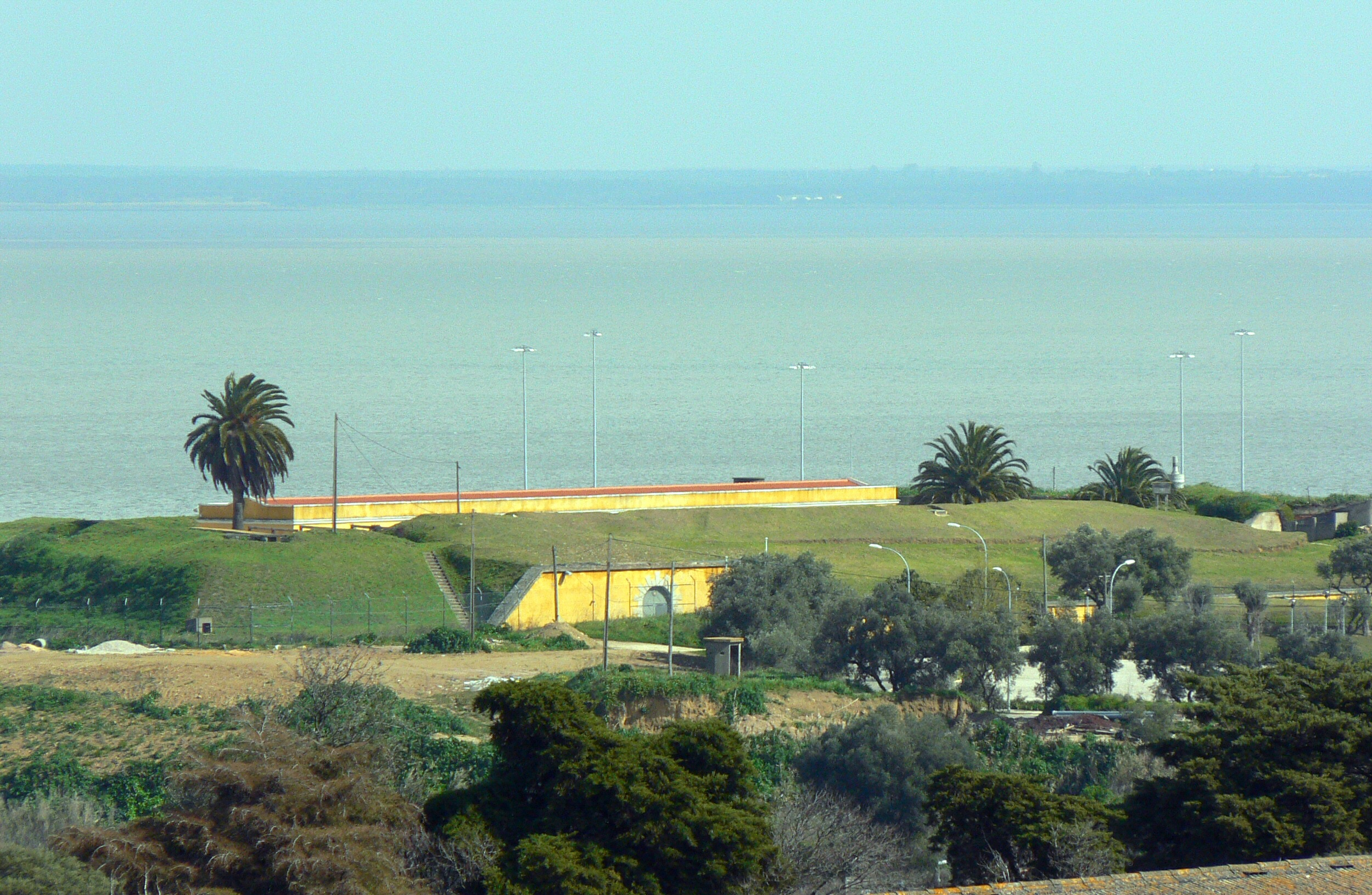
Das Forte de Sacavém ist in der umgebenden Landschaft fast nicht zu erkennen

Das Forte de Sacavém liegt auf der rechten Ufer Seite des Rio Trancão, etwa 800 Meter von der Mündung in den Tajo entfernt. Es liegt auf einem Hügel von etwa 35 Metern Höhe in einer strategischen Lage, die es dieser Festung erlaubt, die gesamte Umgebung zu kontrollieren. Es ist von einem Graben umgeben und teilweise in den Boden eingegraben, sodass es speziell von einer niedrigeren Positionen schlecht zu sehen ist. Die Festung konnte leichte Infanterie auf ihrer Rückseite und Artillerie auf den Flanken aufnehmen.
Früher war das Forte de Sacavém von alten Fabriken umgeben, etwa von der großen Keramikfabrik von Sacavém, von einigen Böttchereien und von Reisschälfabriken. Heute liegen in der Umgebung der Festung Wohnblöcke und das Keramikmuseum der Stadt. Östlich der Festung führt die Eisenbahnlinie zwischen Lissabon und Porto vorbei, mit der Bahnstation Sacavém, die genau vor dem Eingang der Festung liegt. In der unmittelbaren Umgebung liegt auch der Parque das Nações, der Teil der Weltausstellung in Lissabon 1998 war.

## Geschichte
Obwohl die Region von Sacavém bereits seit vielen Jahrhunderten besiedelt ist, wurde das heutige Forte de Sacavém erst in der zweiten Hälfte des 19. Jahrhunderts geplant und gebaut. Es war Teil einer Militärstraße, welche von Algés bis zum Sacavém-Fluss führte, und die durch Monsanto, Benfica, Lumiar, Ameixoeira, Odivelas, Charneca, Camarate, Olivais, Chelas und Sacavém verlief. Das Forte de Sacavém und seiner militärischen Einrichtungen waren somit Teil der letzten Verteidigungslinie vor Lissabon.
Die Entscheidung, das Forte de Sacavém sowie die weiteren Festungen, die die Stadt Lissabon schützen sollten, zu bauen, geht auf den Kriegsminister der Regierung des Herzog von Loulé, Marquês de Sá da Bandeira (1857–1863) zurück. Die eigentlichen Planungen begannen aber erst im Jahr 1872, und die Bauarbeiten im August des folgenden Jahres, nachdem die betroffenen Ländereien dem Grafen von Ouguela abgekauft worden waren. Die Entwürfe für die Festung stammen vom Ingenieur Sanches de Castro, die Bauarbeiten wurden von Eugénio de Azevedo überwacht.
In der ersten Hälfte des 20. Jahrhunderts wurden an der Festung kleinere Umbauarbeiten und Reparaturen vorgenommen. Während der großen Streiks im Jahr 1912 ordnete die Regierung von Duarte Leite an, die Streikführer in einigen der Festungen rund um Lissabon einzusperren, darunter auch im Forte de Sacavém.
Im Jahr 1935 wurde im Forte de Sacavém das 1. Schwere Artillerieregiment von Lissabon (RAP 1) einquartiert, welches bis dahin im Konvent von Sacavém angesiedelt war, welches sich genau gegenüber der Festung befand und auch als Munitionslager und Luftabwehrstützpunkt diente.
Im Jahr 1939 erkannte das portugiesische Militär, dass Festungen für die Verteidigung von Lissabon nicht mehr zeitgemäß waren. Kamel wurde von den Militärs als Kaserne aufgegeben und diente nunmehr als Munitionslager. Es wurden einige Umbauten vorgenommen, so etwa wurde eine Etage aufgestockt.
Im Jahre 1949 wurde die Holzzugbrücke abgerissen, eine Steinbrücke, die die Festung mit ihrer Mauer verbindet, wurde errichtet.
Im Jahr 1965 wurde von der Regierung formell festgestellt, dass die Festung keinen militärischen Wert mehr habe, es wurde ab diesem Zeitpunkt weiterhin als Munitionslager benutzt.
Im Jahr 1998, in dem Jahr, als Sacavém zur Stadt gehoben wurde, wurde das Forte de Sacavém restauriert und konserviert und dem Anlagenministerium (Ministério do Equipamento) zugeschlagen, wo die Abteilung für Raumplanung und -Verwaltung entschied, das Archiv und weiteres Inventar der Direktion für Gebäude und Denkmäler Portugals in der Festung unterzubringen. Dies war der Beginn für das Multimediaregister im Forte de Sacavém, ein Projekt, in dessen Rahmen Text- und Bilddokumente sowie 3D-Modelle konserviert werden.
In den letzten Jahren führten sowohl legale und illegale Bauarbeiten auf den Hängen des Hügels, auf dem die Festung liegt, dazu, dass die bauliche Stabilität der Festung beeinträchtigt wird. So wurde etwa die Nordseite des Hügels komplett abgeholzt, um Platz für neue Wohnhäuser mit Blick auf den Fluss zu bekommen.
Koordinaten: 38° 47′ 45″ N, 9° 6′ 5,4″ W